# Wynton Marsalis and Eric Clapton Play the Blues - Live from Jazz at Lincoln Center
Wynton Marsalis and Eric Clapton Play the Blues - Live from Jazz at Lincoln Center è il decimo album live pubblicato da Wynton Marsalis ed Eric Clapton nel 2011 per la Reprise Records registrato dal vivo nell'aprile 2010 al Lincoln Center di New York. L'album è uscito in versione CD+DVD.
Il disco contiene brani blues scelti da Clapton rivisitati in chiave jazz di New Orleans con in aggiunta il classico brano di Clapton Layla in origine non previsto ma voluto dal gruppo di supporto. 
Negli ultimi tre brani è salito sul palco in veste di cantante aggiunto Taj Mahal.

## Formazione
- Wynton Marsalis (tromba)
- Eric Clapton (chitarra, voce)
- Taj Mahal (voce, negli ultimi tre brani)
- Dan Nimmer (piano)
- Carlos Henriquez (basso)
- Ali Jackson (batteria)
- Marcus Printup (tromba)
- Victor Goines (clarinetto)
- Chris Crenshaw (trombone)
- Don Vappie (banjo)
- Chris Stainton (tastiere)

## Tracce
1. Ice Cream – 7:38
2. Forty-Four – 7:13
3. Joe Turner's Blues – 7:48
4. The Last Time – 4:18
5. Careless Love – 7:43
6. Kidman Blues – 4:21
7. Layla – 9:09
8. Joliet Bound – 3:50
9. Just a Closer Walk with Thee (feat. Taj Mahal) – 12:20
10. Corrine, Corrina (feat. Taj Mahal) – 10:22